# Mandragora autumnalis
La mandragola autunnale (Mandragora autumnalis Bertol., 1820) è una pianta appartenente alla famiglia delle Solanaceae.

## Descrizione

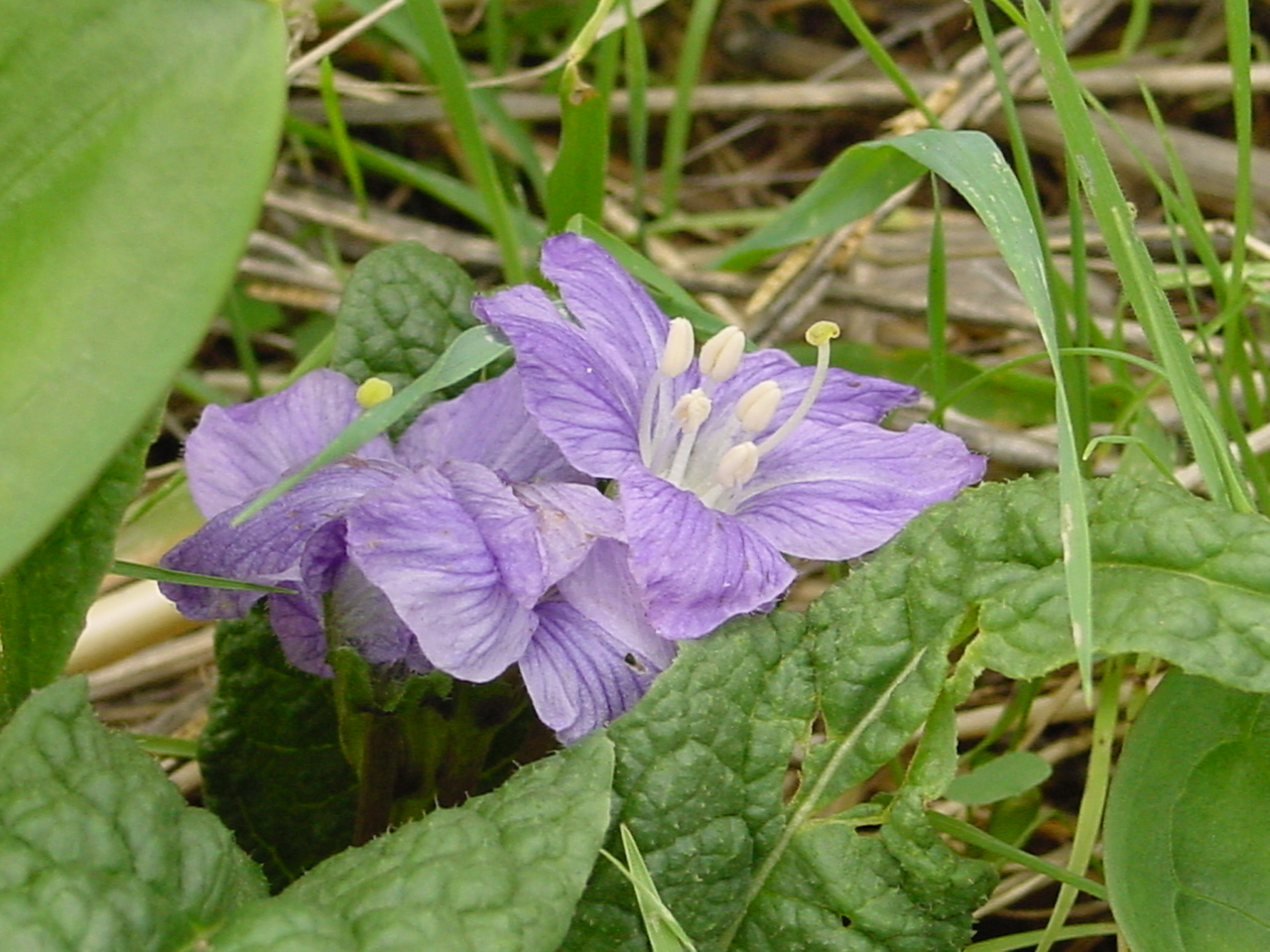

È una pianta erbacea perenne, emicriptofita, acaule.

È dotata di una grossa radice a fittone, di aspetto grossolanamente antropomorfo

Le foglie, di forma ovato-oblunga, corrugate, sono disposte a formare una rosetta basale al centro della quale, in autunno, è presente un ciuffo di fiori peduncolati, con corolla violacea, imbutiforme, lunga 3–4 cm, suddivisa in 5 lobi.

Il frutto è una bacca ovoidale, di colore giallo-arancio, lunga fino a 3 cm.

## Distribuzione e habitat
È diffusa nel bacino del Mediterraneo e in Medio Oriente. In Europa è segnalata in Portogallo, Spagna, Corsica, Sardegna, Sicilia, Grecia; in Nord Africa è presente in Marocco, Algeria e Tunisia; nel Medio Oriente la si può trovare in Turchia, Israele, Giordania, Libano e Siria.
Predilige i terreni calcarei soleggiati.

## Usi
La conformazione antropomorfa delle sue radici ha probabilmente contribuito a far attribuire alla mandragola poteri sovrannaturali in molte tradizioni popolari.
La mandragora contiene alcuni alcaloidi la cui azione è simile a quella dell'atropina.